# Massakern vid Sand Creek
Massakern vid Sand Creek, eller  Chivington-massakern ägde rum 29 november 1864. amerikanska soldater under ledning av John M. Chivington anföll en by med cheyenne- och arapahoindianer och dödade drygt 160 indianer, mestadels barn och kvinnor.
Platsen har utsetts till "National Historic Landmark".